# DOTS
DOTS (Directly Observed Treatment, Short-course) — это «лечение под непосредственным контролем коротким курсом». В настоящее время DOTS является наиболее эффективной из всех существующих ныне стратегий борьбы с эпидемией туберкулёза.

## Основные элементы стратегии DOTS
Политическая поддержка данной стратегии властями всех уровней и обязательство правительства обеспечить реализацию мероприятий по борьбе с туберкулезом
 — Выявление случаев туберкулеза с помощью бактериоскопического исследования мазков мокроты у больных, имеющих симптомы заболевания (по обращаемости);
 — Проведение лечения по стандартизированным схемам под непосредственным контролем в течение всего курса химиотерапии;
 — Регулярные, бесперебойные поставки всех основных противотуберкулезных препаратов;
 — Стандартизированная система регистрации и отчетности, позволяющая проводить оценку результатов у каждого больного и эффективности программы борьбы с туберкулезом в целом.

## Стратегия DOTS
Задачи стратегии:
 — Снижение общего числа случаев заболевания туберкулезом среди населения;
 — Сокращение количества случаев бактериоскопически подтвержденного туберкулеза среди населения;
 — Снижение смертности среди населения по причине туберкулеза любых форм;
 — Повышение числа успешно излеченных больных туберкулезом.
В некоторых постсоветских странах (Россия, Украина) ряд специалистов считает стратегию DOTS недостаточно эффективной и существенно уступающей по уровню разработанной и внедрённой в СССР комплексной противотуберкулёзной стратегии, опирающейся на развитую сеть противотуберкулёзных диспансеров. (В. М. Мельник, «Туберкулез и DOTS»)